# STOBAR

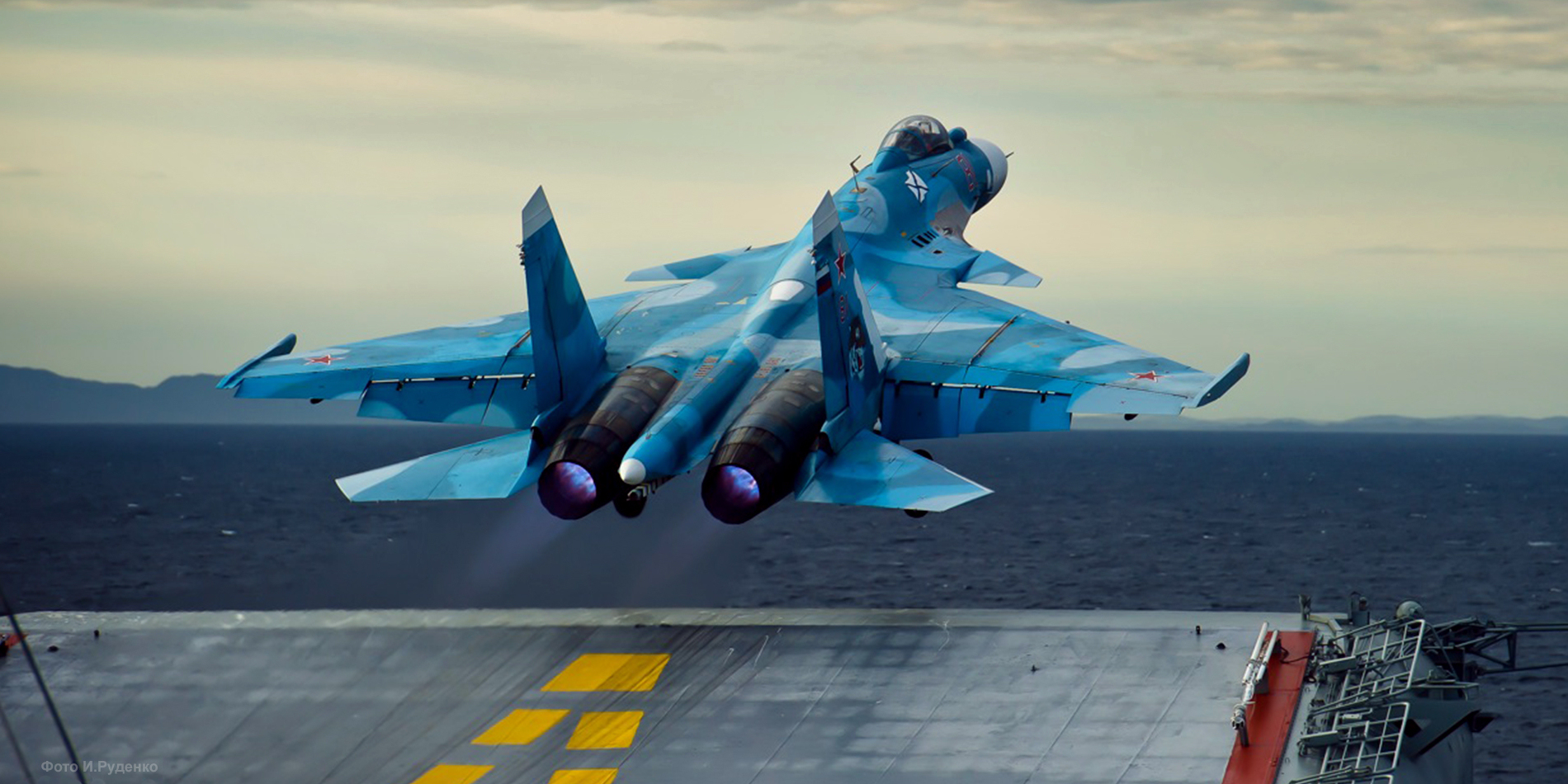
ロシア海軍「アドミラル・クズネツォフ」から発艦するSu-33

STOBAR（ストーバー、英語: Short Take Off But Arrested Recovery、短距離離陸拘束着陸）は、航空母艦での航空機（艦上機）の離着艦方法の一形式。発艦装置としてスキージャンプ勾配、着艦装置としてアレスティング・ギアを使用する。発艦装置としてカタパルトを使用するCATOBAR方式よりも艤装が容易であるという特長があり、STOBAR方式の空母はインド、中華人民共和国、ロシアの3カ国が保有している。
性能的にはより簡素で軽便なSTOVL方式とCATOBAR方式の中間程度となる。
空母用カタパルトが実用化される第二次世界大戦期以前の空母や、カタパルト自体はあっても主要な発艦手段とはしなかった空母もスキージャンプ無しのSTOBAR方式と呼ぶことが可能だが、CATOBAR方式やSTOVL方式との対比に主眼が置かれる用語であるため、これらの方式が普及していない時代の空母に適用することはまずない。

## 開発に至る経緯
ソビエト連邦海軍が1977年から黒海沿岸のサーキ飛行場に建造した艦上機科学試験シミュレータ（ニートカ）には、カタパルトやアレスティング・ギアとともに、勾配8度および14度のスキージャンプ台が設置されていた。当初、1143型航空巡洋艦（キエフ級）に続く重航空巡洋艦（TAvKR）では、ニートカで開発されたカタパルトとアレスティング・ギアを導入したCATOBAR方式が採用される計画だったが、政府・軍上層部にはヘリ空母への支持が根強かったために、結局、実際に建造された「アドミラル・クズネツォフ」ではカタパルトの導入は棄却され、代わりにスキージャンプ台を採用するように変更された。これによって、CTOL方式の艦上機をスキージャンプで発艦させ、着艦時にはアレスティング・ワイヤーで停止させるというSTOBAR方式が開発・採用されることになった。その準同型艦である「ヴァリャーグ」でもこの方式が踏襲されたほか、同艦を「遼寧」として就役させた中国人民解放軍海軍では、国産化した「山東」でも同様の方式を採用した。またインド海軍も、キエフ級の準同型艦である「バクー」を「ヴィクラマーディティヤ」として再就役させる際にはSTOBAR方式に対応して改装し、国産の「ヴィクラント」でも同様の方式を採用した。
アメリカ海軍でも、蒸気カタパルトの運用が困難な小型空母を想定して、スキージャンプの研究に着手した。パタクセント・リバー海軍航空基地にスキージャンプ台を設置して、1980年10月にT-2Cを用いてデモンストレーションを行った後、F-14AやF/A-18A、S-3Aを用いた発進実験が行われた。このスキージャンプ台は長さ112.1フィート (34.2 m)で、勾配角は3度・6度・9度とされた。実験は成功を収め、例えばF/A-18Aであれば滑走距離を50パーセント以上短縮して、総重量32,800ポンド (14,900 kg)の状態でも滑走距離385フィート (117 m)で離陸できるとの結果が得られた。

## 特性
STOBAR方式は、CATOBAR方式に比べ開発コストが安く、航空機の射出に多数の要員が必要なCATOBARシステムよりも運用が容易である。スキージャンプには可動部品がないため射出システムの維持費が安価になる 。航空機を射出するためには蒸気カタパルトまたは電磁式カタパルト（EMALS） によって出力を合成する必要があるCATOBAR とは異なり、航空機の射出に必要な力を生成するために追加のシステムを必要としない。
ただしSTOBAR方式では、発艦のためにCATOBAR方式よりも長い滑走レーンを必要とするため、航空機の運用効率が低くなり、迅速に出撃する能力が制限される可能性がある。中国人民解放軍海軍では、CATOBAR方式の「福建」（電磁式カタパルト3基搭載）とSTOBAR方式の従来空母とを比べると、J-15艦上戦闘機16機を発進させるための所要時間は、「福建」では5分以内に完了するのに対し、スキージャンプ発艦では約20分かかるとされている。
また最大離陸重量も制約される。例えば中国人民解放軍海軍が「遼寧」でJ-15を運用した経験では、対空任務では短い滑走レーン（105メートル長）を使用して、甲板上合成風速0ノットの状態であれば、離陸重量27トン（燃料75パーセント、PL-8短距離空対空ミサイル4発およびPL-12中距離空対空ミサイル4発搭載）で発艦可能とされる。もし甲板風速10ノットとなれば離陸重量は28.5トンに増加し、搭載可能な兵装はPL-8 4発とPL-12 8発となる。また対地攻撃任務では長い滑走レーン（195メートル長）が使用され、甲板風速15ノットの状態で、燃料95パーセントで6トンの弾薬を搭載できる。インド海軍に対してカタパルトを提案しているゼネラル・アトミックスでは、STOBAR方式の空母は、所定の甲板風速を確保するために20–30ノット (37–56 km/h)の速度を維持する必要があるとしている。
このような制約のため、STOBAR方式は、CATOBAR方式の導入を志向する中国海軍にとっての過渡的な存在とも評されている。

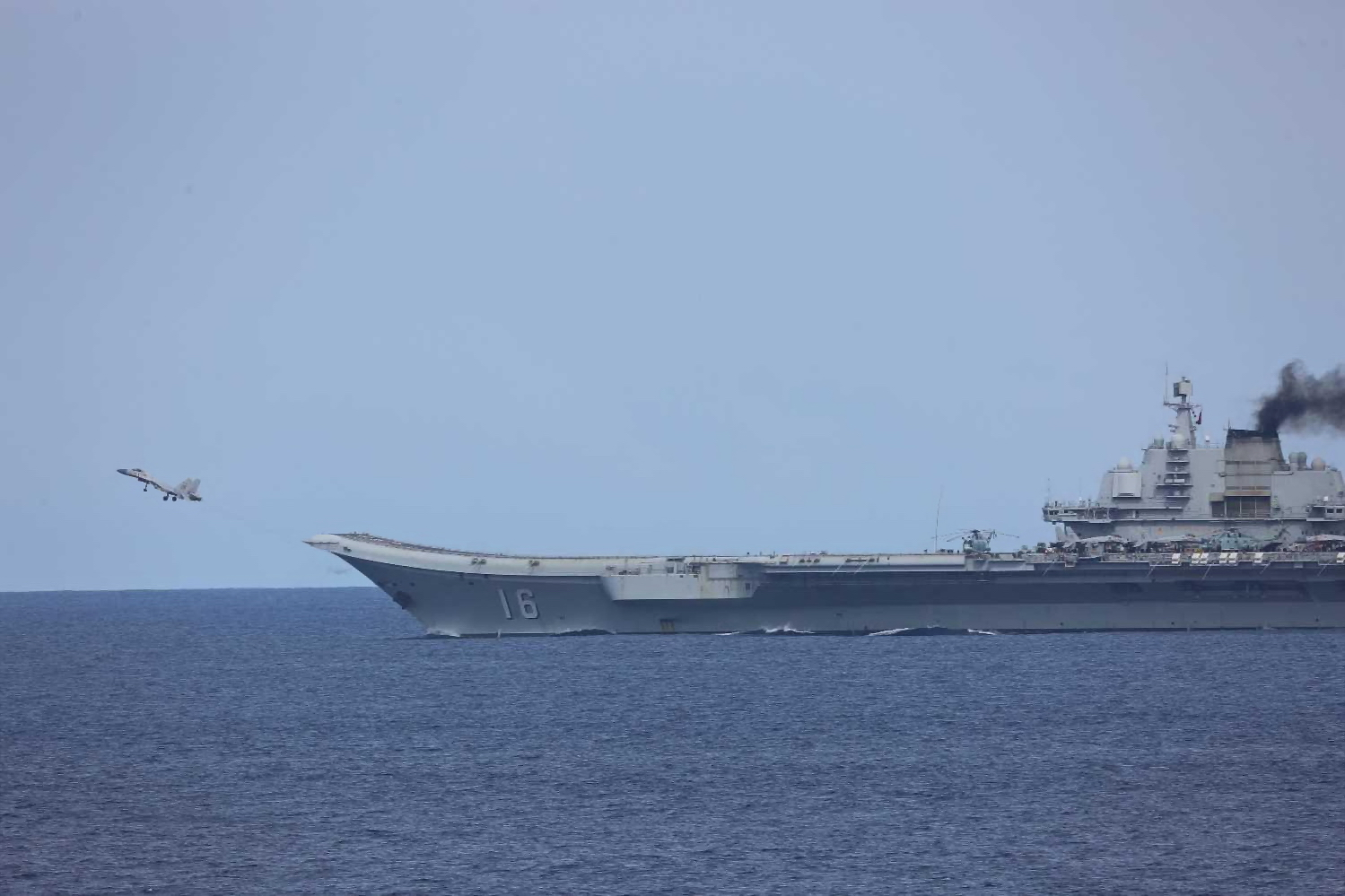
中国人民解放軍海軍「遼寧」から発艦するJ-15
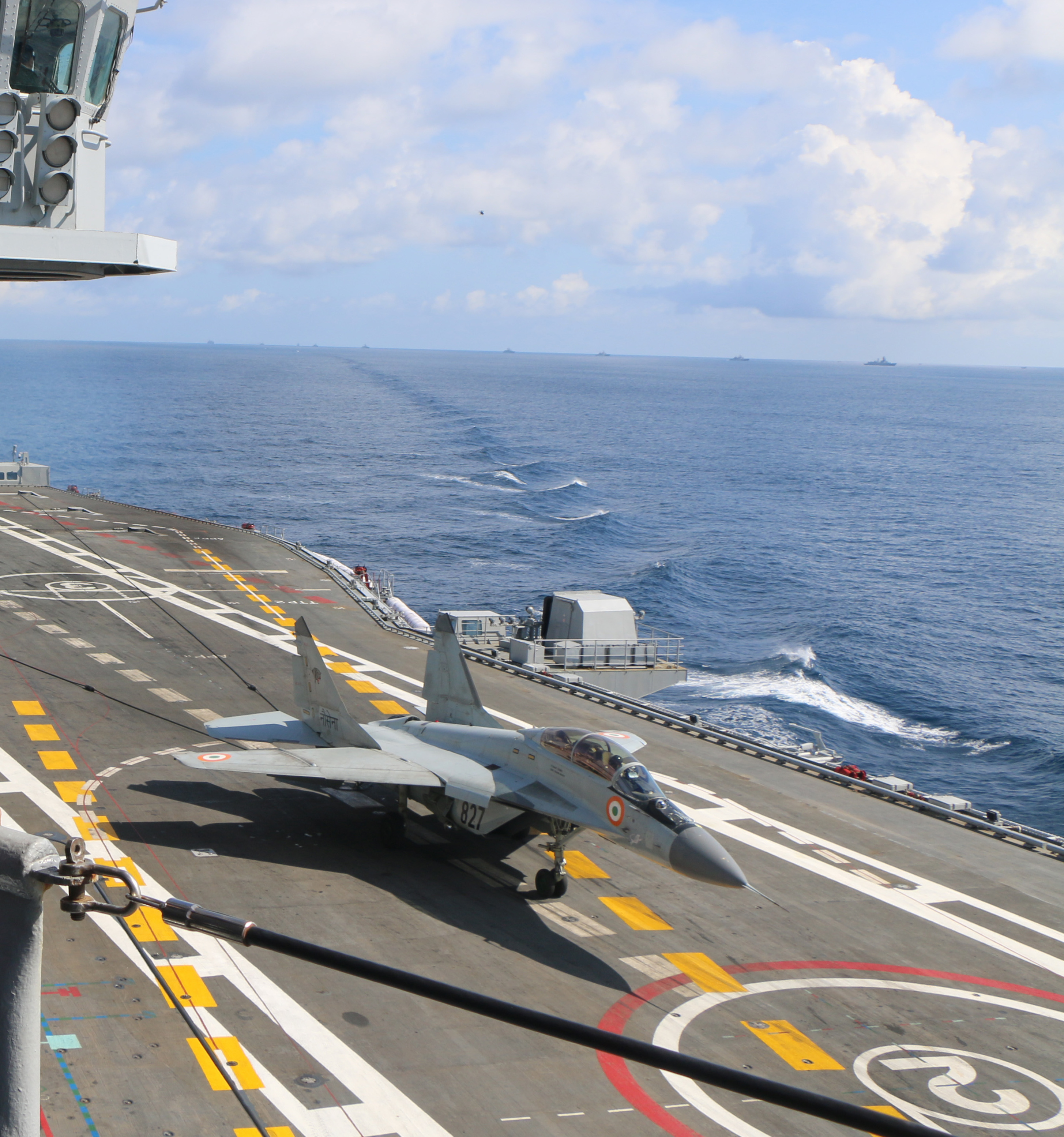
インド海軍「ヴィクラマーディティヤ」に着艦するMiG-29K
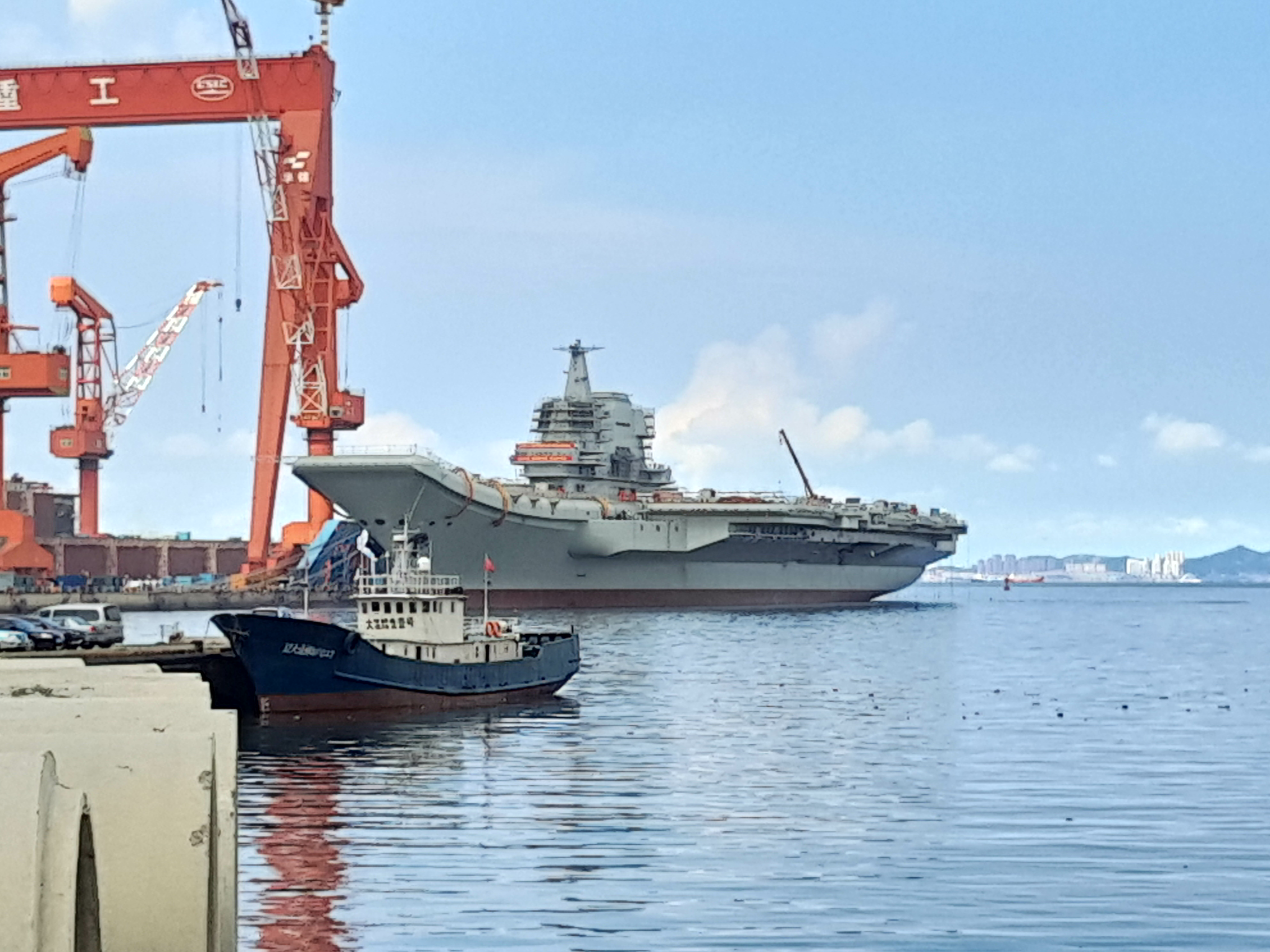
空母「山東」
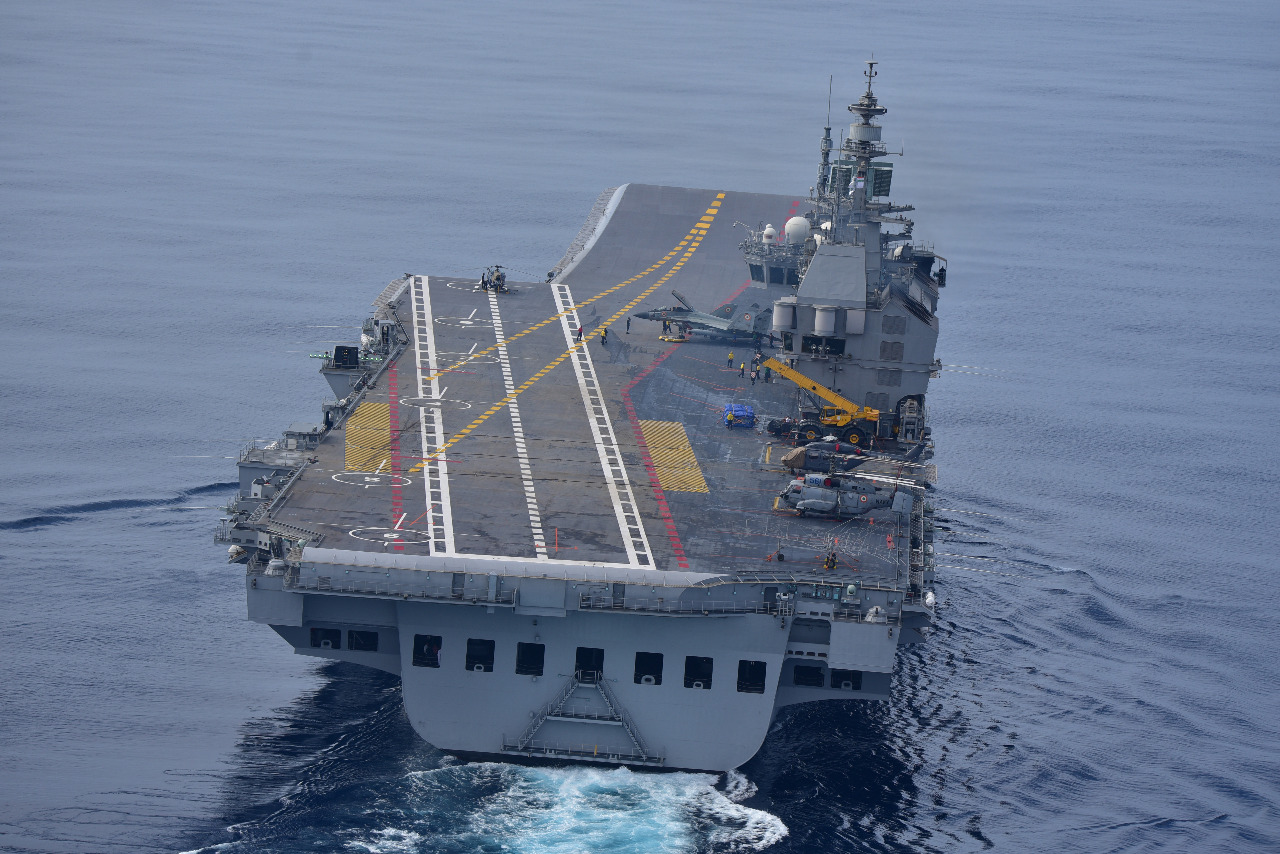
空母「ヴィクラント」